# NGC 389
NGC 389 is een spiraalvormig sterrenstelsel in het sterrenbeeld Andromeda. Het hemelobject ligt ongeveer 246 miljoen lichtjaar van de Aarde verwijderd en werd op 6 september 1885 ontdekt door de Amerikaanse astronoom Lewis A. Swift.

## Synoniemen
- PGC 4054
- UGC 703
- MCG 6-3-14
- ZWG 520.17